# Hallivillers
Hallivillers település Franciaországban, Somme megyében. Lakosainak száma 141 fő (2022. január 1.). Hallivillers Bonneuil-les-Eaux, Paillart, Chaussoy-Epagny, La Faloise és Lawarde-Mauger-l’Hortoy községekkel határos.

## Népesség
A település népességének változása:
| Lakosok száma | 145  | 153  | 156  | 149  | 145  | 141  | 139  | 138  | 141  |
|               | 2013 | 2015 | 2016 | 2017 | 2018 | 2019 | 2020 | 2021 | 2022 |